# Молдавско-словенские отношения
Молдавско-словенские отношения — двусторонние дипломатические отношения между Молдовой и Словенией.
Государства являются членами Всемирной торговой организации, Организации по безопасности и сотрудничеству в Европе, Совета Европы и Организации Объединённых Наций.

## Государственные визиты
В апреле 2003 года президент Республики Молдова Пётр Лучинский посетил Словению.
В 2004 году президент Словении Янез Дрновшек встретился с президентом Молдовы Владимиром Ворониным и поддержал его инициативу по подписанию пакта о стабильности и безопасности для Молдовы.
В апреле 2007 года премьер-министр Молдовы Василий Тарлев посетил премьер-министра Словении Янеза Яншу. Оба лидера призвали к укреплению деловых связей между государствами и подписали меморандум о взаимопонимании между министерствами экономики. Визит Василия Тарлева был частью четвёртого молдавско-словенского бизнес-форума в Любляне.

## Сотрудничество
Словения предложила оказать помощь Молдове в связи с её желанием вступить в Европейский союз. Министр иностранных дел Словении Димитрий Рупель встретился с президентом Молдовы Владимиром Ворониным в Брюсселе в 2008 году и заявил, что Молдове необходимо продолжить реформы, особо указав на борьбу с коррупцией, важность реализации закона о телекоммуникациях таким образом, чтобы обеспечить плюрализм в средствах массовой информации и права человека.